# Urdaitz-Urdaniz
Urdaitz en basque et Urdániz en espagnol est un village situé dans la commune d'Esteribar dans la Communauté forale de Navarre, en Espagne. Il est doté du statut de concejo.
Urdaitz est situé dans la zone linguistique bascophone de Navarre.